# Schrummbachsrain und Kalkrain bei Giflitz
Schrummbachsrain und Kalkrain bei Giflitz este o arie protejată (arie specială de conservare — SAC, sit de importanță comunitară — SCI) din Germania întinsă pe o suprafață de 17,16 ha, integral pe uscat.

## Localizare
Centrul sitului Schrummbachsrain und Kalkrain bei Giflitz este situat la coordonatele 51°09′09″N 9°05′55″E / 51.1525°N 9.0986°E.

## Înființare
Situl Schrummbachsrain und Kalkrain bei Giflitz a fost declarat sit de importanță comunitară în noiembrie 2004 pentru a proteja un număr necunoscut de specii din flora spontană și fauna sălbatică aflate în arealul zonei. Situl a fost protejat și ca arie specială de conservare în martie 2008.

## Biodiversitate
Situată în ecoregiunea continentală, aria protejată conține 5 habitate naturale: Formațiuni de Juniperus communis pe lande sau pajiști calcaroase, Pajiști carstice calcaroase sau bazofile, de Alysso-Sedion albi, Grohotișuri silicioase medio-europene, la altitudine înaltă, Pante stâncoase silicioase cu vegetație casmofită, Roci stâncoase cu vegetație pionieră de Sedo-Scleranthion sau Sedo albi-Veronicion dillenii.
La baza desemnării sitului se află un număr nedeclarat de specii protejate.
Pe lângă speciile protejate, pe teritoriul sitului au mai fost identificate 29 de specii de plante, 1 specie de amfibieni, 4 specii de nevertebrate, 1 specie de reptile.